# Verébalakúak
A verébalakúak vagy énekesmadár-alakúak (Passeriformes) a madarak osztályának legnagyobb fajszámú rendje. Közös jellemzőjük az alsó gégefő (syrinx) használata a hangadáshoz.
A verébalakúak családjainak számát az egyes rendszerezések eltérően határozzák meg, az összes lehetséges felosztást figyelembe véve összesen 100 különböző családról beszélhetünk. Mivel azonban a legtöbb rendszerezés ezek egy részét összevonja, általában ennél kevesebb család szerepel bennük. A világ madárfajainak mintegy 60%-a, 5355 faj a verébalakúak vagy énekesmadár-alakúak rendjébe tartozik.
Ezek a madarak nap mint nap körülvesznek minket: pacsirtafélék, fecskefélék, rigófélék, cinegefélék, seregélyfélék, pintyfélék, verébfélék, valamint a varjúfélék a rend jellegzetes képviselői. Közös jegyük a hangképző szervük azonos felépítése, ülő-, illetve fogólábuk formája (három előre és egy hátrafelé néző lábujjal), valamint a tollak elrendezése a szárnyukon és a farkukon. A hangjuk fontos szerepet játszik a költőterületük (territóriumok) kijelölésekor és még a párok egymásra találását is elősegíti. Ezért találjuk a verébalakúak között a legjobb énekeseket.
Az énekesmadarak közül évente 25 millió példány esik áldozatul a vadászatnak, noha számos védett madárfaj is található köztük.

## Rendszerezés
A rend az alábbi alrendeket, alrendágakat és családokat foglalja magában taxonómiai sorrendben (a különböző rendszerezésekben szereplő valamennyi család).

### Acanthisitti
A Acanthisitti alrendjébe az alábbi családot sorolják:
- álcsuszkafélék (Acanthisittidae)

### Királygébics-alkatúak
A királygébics-alkatúak (Tyranni) alrendjébe az alábbi alrendágakat sorolják:
- Eurylaimides alrendágba 5 család tartozik:
  - Calyptomenidae
  - Sapayoidae
  - bársonypittafélék (Philepittidae)
  - ricsókafélék (Eurylaimidae)
  - pittafélék (Pittidae)
- Tyrannides alrendágba 11 család tartozik:
  - piprafélék (Pipridae)
  - kotingafélék (Cotingidae)
  - Tityridae
  - királygébicsfélék (Tyrannidae)
  - Melanopareiidae
  - szúnyogevőfélék (Conopophagidae)
  - hangyászmadárfélék (Thamnophilidae)
  - hangyászpittafélék (Grallariidae)
  - fedettcsőrűfélék (Rhinocryptidae)
  - földihangyászfélék (Formicariidae)
  - fazekasmadár-félék (Furnariidae)

### Verébalkatúak
A verébalkatúak (Passeri) alrendjébe az alábbi alrendágakat és öregcsaládokat sorolják:
- Corvida ág
  - Menuroidea öregcsalád
    - lantfarkúmadár-félék (Menuridae)
    - bozótjárófélék (Atrichornithidae)
    - ausztrálfakusz-félék (Climacteridae)
    - lugasépítő-félék (Ptilonorhynchidae)

  - Meliphagoidea öregcsalád
    - tündérmadárfélék (Maluridae)
    - mézevőfélék (Meliphagidae)
    - Epthianuridae
    - ausztrálposzáta-félék (Pardalotidae)

  - Corvoidea öregcsalád
    - gólyalábúvarjú-félék (Picathartidae)
    - szirtirigófélék (Chaetopidae)
    - cinegelégykapó-félék (Petroicidae)
    - avarjárófélék (Orthonychidae)
    - ausztráltimália-félék (Pomatostomidae)
    - drongófélék (Dicruridae)
    - legyezőfarkú-félék (Rhipiduridae)
    - császárlégykapó-félék (Monarchidae)
    - poszátalevélmadár-félék (Aegithinidae)
    - tüskésfarúfélék (Campephagidae)
    - varjúfélék (Corvidae)
    - Pityriasidae
    - sárgarigófélék (Oriolidae)
    - fecskeseregély-félék (Artamidae)
    - fojtógébicsfélék (Cracticidae)
    - Paradicsommadár-félék (Paradisaeidae)
    - Cinclosomatidae
    - szemüvegesgébics-félék (Prionopidae)
    - vangagébicsfélék (Vangidae)
    - légyvadászfélék (Pachycephalidae)
    - ausztrálcsuszka-félék (Neosittidae)
    - pirókszajkófélék (Corcoracidae)
    - tündérkékmadár-félék (Irenidae)
    - levélmadárfélék (Chloropseidae)
    - gébicsfélék (Laniidae)
    - bokorgébicsfélék (Malaconotidae)
    - lombgébicsfélék (Vireonidae)
    - Turnagridae – kihalt az egész család, 2 faj tartozott hozzá
    - kokakófélék (Callaeidae)
    - maorimadárfélék (Notiomystidae)
- Passerida ág
  - Sylvioidea öregcsalád
    - csuszkafélék (Sittidae)
    - fakuszfélék (Certhiidae)
    - barkósfakuszfélék (Rhabdornithidae)
    - ökörszemfélék (Troglodytidae)
    - szúnyogkapófélék (Polioptilidae)
    - cinegefélék (Paridae)
    - függőcinege-félék (Remizidae)
    - királykafélék (Regulidae)
    - selyemgébicsfélék (Hypocoliidae)
    - pacsirtafélék (Alaudidae)
    - Panuridae
    - fecskefélék (Hirundinidae)
    - őszapófélék (Aegithalidae)
    - bülbülfélék (Pycnonotidae)
    - Nicatoridae
    - szuharbújófélék (Cisticolidae)
    - óvilági poszátafélék (Sylviidae)
    - papagájcsőrűcinege-félék (Paradoxornithidae)
    - timáliafélék (Timaliidae)
    - pápaszemesmadár-félék (Zosteropidae)

  - Muscicapoidea öregcsalád
    - csonttollúfélék (Bombycillidae)
    - pálmajárófélék (Dulidae)
    - selymesmadárfélék (Ptilogonatidae)
    - mohófélék (Mohoidae)
    - vízirigófélék (Cinclidae)
    - légykapófélék (Muscicapidae)
    - pergőlégykapó-félék (Platysteiridae)
    - rigófélék (Turdidae)
    - seregélyfélék (Sturnidae)
    - gezerigófélék (Mimidae)

  - Passeroidea öregcsalád
    - verébfélék (Passeridae)
    - bogyókapófélék (Melanocharitidae))
    - Paramythiidae
    - szürkebegyfélék (Prunellidae)
    - billegetőfélék (Motacillidae)
    - Peucedramidae
    - díszpintyfélék (Estrildidae)
    - szövőmadárfélék (Ploceidae)
    - vidafélék (Viduidae)
    - pintyfélék (Fringillidae)
    - gyapjasmadárfélék (Drepanididae)
    - csirögefélék (Icteridae)
    - újvilági poszátafélék (Parulidae)
    - tangarafélék (Thraupidae)
    - kardinálispintyfélék (Cardinalidae)
    - sármányfélék (Emberizidae)
    - sárgáscukormadár-félék (Coerebidae)
    - nektármadárfélék (Nectariniidae)
    - virágjárófélék (Dicaeidae)
    - fokföldi mézevőfélék (Promeropidae)

### Alternatív rendszerezés
A Sibley–Ahlquist-féle madárrendszertan szerint a verébalakúak rendje csak a következő 48 családot foglalja magában:
ausztrálfakusz-félék, ausztrálposzáta-félék, ausztráltimália-félék, avarjárófélék, álcsuszkafélék, billegetőfélék, bogyókapófélék, bülbülfélék, cinegefélék, cinegelégykapó-félék, csonttollúfélék, csuszkafélék, fakuszfélék, fazekasmadár-félék, fecskefélék, fedettcsőrűfélék, földihangyászfélék, gébicsfélék, gólyalábúvarjú-félék, hangyászmadárfélék, karélyospompásrigó-félék, királygébicsfélék, királykafélék, kokakófélék, lantfarkúmadár-félék, légykapófélék, lombgébicsfélék, lugasépítő-félék, mézevőfélék, nektármadárfélék, óvilági poszátafélék, őszapófélék, pacsirtafélék, pápaszemesmadár-félék, pintyfélék, pittafélék, ricsókafélék, selyemgébicsfélék, seregélyfélék, szuharbújófélék, szúnyogevőfélék, tündérkékmadár-félék, tündérmadárfélék, varjúfélék, verébfélék, vízirigófélék, Paramythiidae, Sapayoidae.